# 니시카세다역
니시카세다역(일본어: 西笠田駅, にしかせだえき)은 일본 와카야마현 이토군 가쓰라기정에 있는 서일본 여객철도의 철도역이다.

## 역 구조
1면 1선 구조의 지상역으로, 정류소로 취급되고 있다. 하시모토 역에서 관리하는 무인역이다.

## 역세권 정보
- 기노카와 강
- 국도 제24호선·제480호선 기노카와만요노사토 휴게소 (일본어: 道の駅紀の川万葉の里 미치노에키 키노카와만요노사토[*])

## 역사
- 1952년 10월 1일 - 일본국유철도 와카야마 선 가세다 ~ 나테 사이에 개업.
- 1987년 4월 1일 - 민영화에 따라 서일본 여객철도의 소속이 되었다.

## 인접역
| 서일본 여객철도 와카야마 선 | 서일본 여객철도 와카야마 선 | 서일본 여객철도 와카야마 선 |
| --------------------------- | --------------------------- | --------------------------- |
| 가세다 오지 방면            | ■ 와카야마 선               | 나테 와카야마 방면          |